# Poszics
Poszics (ukránul: Посіч) falu Ukrajnában, Kárpátalján, a Huszti járásban.

## Fekvése
Huszttól északkeletre, Herincse mellett fekvő település.

## Nevének eredete
A Poszics helységnév ruszin dűlőnévből keletkezett névátvitellel, a dűlőnév alapja a ruszin посіч ’irtás, vágás’ főnév.

## Története
Nevét 1898-ban Poszics (hnt.) néven említették. Későbbi névváltozatai: 1941-ben Posics, 1983: Посіч, Посич (Zo).
A falu Herincse külterületi lakott helye volt, közigazgatásilag ma is hozzá tartozik.